# Heinkel HD 25
Хейнкель HD 25 (нем. Heinkel HD  25) — немецкий самолёт-разведчик межвоенного периода, производившийся так же по лицензии в Японии.

## Эксплуатация
Самолеты Heinkel HD 25 спроектированы на заводе Heinkel в 1925 году по заказу ВМС Японии. Первые два прототипа были построены и испытаны в Германии в 1926 году.
На самолете стоял мотор Napier Lion мощностью 450 л.с. и оборудование для катапультного взлёта. HD 25 прошел испытания на японском линкоре Нагато. В 1928 году ВМС Японии официально приняли его на вооружение под обозначением Type 2. На базе HD 25 Aichi выпустила гражданский самолет под обозначением AB-1, и кроме того три военных Type 2 были переделаны в почтово-пассажирские с сиденьями для трех человек.

## Лётно-технические характеристики
| Размах крыла, м                 | 14,88 |
| Длина (на поплавках), м         | 9,70 |
| Высота (на поплавках), м        | 4,27 |
| Площадь крыла, м2               | 54,93 |
| Масса, кг                       | |
| пустого самолета (на поплавках) | 1700 |
| нормальная взлетная             | 2350 |
| Тип двигателя                   | 1 ПД Napier Lion                                                                                              |
| Мощность, л.с.                  | 1 х 450 |
| Максимальная скорость, км/ч     | 204 |
| Крейсерская скорость, км/ч      | 185 |
| Практическая дальность, км      | 910 |
| Скороподъемность, м/мин         | 198 |
| Экипаж, чел                     | 2 |
| Вооружение:                     | один 7,7-мм пулемет на турели в задней кабине, легкие бомбы общим весом до 60 кг (по другим данным до 300 кг) |